# 宇地泊西原丘陵古墳群
宇地泊西原丘陵古墳群（うちどまりにしはらきゅうりょうこふんぐん）は、沖縄県宜野湾市に存在する古墳群。

## 概要
丘陵地帯に位置する洞窟墓、掘込墓、亀甲墓、平葺墓の各種古墳による古墳群である。